# タッチミーノット
タッチミーノット（欧字名:Touch Me Not、2006年4月20日 - 不明）は、日本の競走馬。主な勝ち鞍は2013年の中山金杯。
馬名の意味は「私に触らないで」。ホウセンカの英語名より。
※日本軽種馬協会が運営するJBISサーチにおいては、同名の競走馬が1989年産と2006年産の2頭登録されているが、本記事では2006年産の競走馬について記述する。

## 経歴

### 3・4歳（2009・2010年）
2009年2月15日、東京競馬場5レースの3歳新馬戦（芝1800m）でデビューし9着。その後2戦するも勝ち上がることはできず、ラストチャンスである9月6日の3歳未勝利戦は14着の惨敗に終わった。
2009年9月9日付でJRAより転出、兵庫・西脇の田中道夫厩舎に転厩した。初ダート戦である11月11日の地方デビュー戦は2着に惜敗したが、同月23日の2戦目は7馬身差で圧勝し初勝利を収めた。その後の3戦は全て勝利し、最終的に5戦4勝・2着1回の成績を残した。
2010年3月11日付でJRAに復帰、美浦の柴崎勇厩舎に入厩した。2010年5月16日の4歳以上500万下でJRA初勝利を挙げ、さらに年末までに2勝した。

### 5歳（2011年）
シーズン初戦となった2月19日の1600万下・アメジストステークスを勝利し、晴れてオープン入り。4月3日には重賞初挑戦で産経大阪杯に出走し6着。5月8日の新潟大賞典は単勝1番人気に支持されたが、6着に敗れた。7月10日の七夕賞は11番手から上り最速の脚を繰り出すも、イタリアンレッドにクビ差及ばず2着に惜敗した。8月28日の新潟記念では再び1番人気に支持されたが、ナリタクリスタルから0.3秒差の4着に敗れた。

### 6歳（2012年）
4月21日のメトロポリタンステークスより始動し、スマートロビンから1馬身差の2着。5月27日の目黒記念と7月8日の七夕賞は共に2番人気に支持されたが、それぞれ7着と12着に敗れた。9月2日の新潟記念は3番手の好位から直線で前に並びかけ、アスカクリチャン・エクスペディション・ムスカテールと競り合う中でわずかに先頭に立ったが、外から追い込んできたトランスワープにゴール手前で交わされクビ差の2着に惜敗した。10月7日の毎日王冠は9番手の位置から追い込むも、カレンブラックヒルに及ばず僅差の3着に敗れた。

### 7歳（2013年）
1月5日の中山金杯より始動。中団5番手から直線外を力強く伸び、先に馬群を抜け出したアドマイヤタイシをゴール手前100mで捉えると、最後は1.3/4馬身差をつけ重賞初優勝を飾った。重賞連勝を狙った2月24日の中山記念は1番人気に支持されたが、後方からの追い込みがわずかに届かずナカヤマナイトから0.1秒差の4着に敗れた。その後も3月23日の日経賞は4着、5月26日の目黒記念は5着と、掲示板には入るものの勝ちきることはできなかった。7月には柴崎調教師の死去に伴い、デビュー時に所属していた奥平雅士厩舎へと転厩。8月18日の札幌記念と10月6日の毎日王冠は共に着外に終わった。毎日王冠後も現役続行の予定だったが、調教中に右前の第一指骨骨折が判明、そのまま引退となった。

### 引退後
引退後は東京都町田市にあるモーヴァン乗馬クラブで乗馬として過ごしていたが、2019年4月時点で全国乗馬倶楽部振興協会の乗用馬名簿に記載がなく、功労馬繋養展示事業の対象にもなっておらず行方不明の状況にある。

## 競走成績
以下の内容は、JBISサーチおよびnetkeiba.comに基づく。
| 競走日     | 競馬場 | 競走名          | 格       | 距離（馬場）  | 頭 数 | 枠 番 | 馬 番 | オッズ （人気） | 着順 | タイム （上り3F） | 着差 | 騎手        | 斤量 [kg] | 1着馬（2着馬）         | 馬体重 [kg] |
| ---------- | ------ | --------------- | -------- | ------------- | ----- | ----- | ----- | --------------- | ---- | ----------------- | ---- | ----------- | --------- | ---------------------- | ----------- |
| 2009.02.15 | 東京   | 3歳新馬         |          | 芝1800m（良） | 16    | 6     | 11    | 001.90（1人）   | 09着 | R1:50.8（34.7）   | -1.0 | 0C.ルメール | 56        | ラミアクイーン         | 490         |
| 0000.07.25 | 新潟   | 3歳未勝利       |          | 芝1800m（稍） | 18    | 2     | 4     | 006.60（4人）   | 02着 | R1:48.5（33.2）   | -0.0 | 0蛯名正義   | 56        | マカロンドナンシー     | 498         |
| 0000.08.15 | 新潟   | 3歳未勝利       |          | 芝1800m（良） | 18    | 7     | 14    | 001.60（1人）   | 03着 | R1:48.1（34.8）   | -0.1 | 0蛯名正義   | 56        | ネイチャーキング       | 484         |
| 0000.09.06 | 新潟   | 3歳未勝利       |          | 芝2000m（良） | 18    | 2     | 4     | 002.80（1人）   | 14着 | R2:02.7（36.9）   | -1.2 | 0蛯名正義   | 56        | イフリータ             | 482         |
| 0000.11.11 | 園田   | C2 3歳上        |          | ダ1700m（不） | 12    | 4     | 4     | 004.20（2人）   | 02着 | R1:49.5（37.8）   | -0.3 | 0田中学     | 55        | アルスフリーゲン       | 497         |
| 0000.11.23 | 園田   | C2 3歳上        |          | ダ1700m（重） | 12    | 6     | 7     | 001.60（1人）   | 01着 | 01:52.6（38.3）   | -1.2 | 0田中学     | 55        | （ピエナチャンプ）     | 492         |
| 0000.12.10 | 園田   | C2 3歳上        |          | ダ1700m（良） | 12    | 4     | 4     | 001.10（1人）   | 01着 | 01:54.6（39.8）   | -0.5 | 0田中学     | 56        | （ウイントリビュート） | 486         |
| 2010.01.01 | 園田   | C1 4歳上        |          | ダ1700m（良） | 9     | 1     | 1     | 001.20（1人）   | 01着 | 01:54.4（40.1）   | -0.8 | 0田中学     | 56        | （チェリーゴロンタ）   | 487         |
| 0000.01.20 | 園田   | C1 4歳上        |          | ダ1700m（良） | 12    | 7     | 9     | 001.20（1人）   | 01着 | R1:54.7（38.0）   | -0.3 | 0田中学     | 57        | （タガノデジタル）     | 486         |
| 0000.04.04 | 中山   | 4歳上500万下    |          | 芝2000m（良） | 16    | 5     | 9     | 014.90（5人）   | 01着 | 02:01.5（35.4）   | -0.1 | 0吉田豊     | 57        | （ミステリアスライト） | 482         |
| 0000.05.02 | 東京   | 陣馬特別        | 1000万下 | 芝2400m（良） | 14    | 8     | 13    | 003.70（2人）   | 02着 | 02:25.6（34.8）   | -0.3 | 0吉田豊     | 55        | ミッキーミラクル       | 478         |
| 0000.07.11 | 函館   | 陸奥湾特別      | 500万下  | 芝2000m（良） | 13    | 5     | 6     | 001.90（5人）   | 05着 | 02:05.2（37.1）   | -0.4 | 0四位洋文   | 57        | シゲルエボシダケ       | 488         |
| 0000.07.31 | 函館   | 北洋特別        | 500万下  | 芝2000m（良） | 8     | 8     | 8     | 002.10（1人）   | 01着 | R2:02.4（34.9）   | -0.0 | 0四位洋文   | 57        | （アドマイヤロイヤル） | 486         |
| 0000.10.02 | 中山   | 習志野特別      | 1000万下 | 芝2000m（良） | 7     | 1     | 1     | 004.50（3人）   | 03着 | R2:00.2（35.3）   | -0.2 | 0吉田豊     | 57        | コスモラピュタ         | 486         |
| 0000.10.23 | 東京   | 南武特別        | 1000万下 | 芝2400m（良） | 14    | 3     | 4     | 004.70（2人）   | 01着 | R2:27.8（33.2）   | -0.3 | 0三浦皇成   | 57        | （ヒカルマンテンボシ） | 486         |
| 0000.11.27 | 東京   | プロミネントJT  | 1600万下 | 芝2000m（良） | 15    | 1     | 1     | 006.30（3人）   | 03着 | 02:00.2（34.8）   | -0.1 | 0松岡正海   | 58        | スノークラッシャー     | 494         |
| 2011.02.19 | 東京   | アメジストS     | 1600万下 | 芝2000m（良） | 14    | 3     | 3     | 004.50（3人）   | 01着 | R2:04.5（33.0）   | -0.1 | 0三浦皇成   | 56        | （ダノンスパシーバ）   | 494         |
| 0000.04.03 | 阪神   | 産経大阪杯      | GII      | 芝2000m（良） | 15    | 3     | 4     | 056.30（9人）   | 06着 | R1:58.0（34.3）   | -0.2 | 0三浦皇成   | 57        | ヒルノダムール         | 490         |
| 0000.05.08 | 新潟   | 新潟大賞典      | GIII     | 芝2000m（良） | 15    | 5     | 9     | 003.00（1人）   | 06着 | R1:58.9（34.4）   | -0.5 | 0三浦皇成   | 55        | セイクリッドバレー     | 500         |
| 0000.07.10 | 中山   | 七夕賞          | GIII     | 芝2000m（良） | 17    | 5     | 10    | 006.20（2人）   | 02着 | R2:00.5（34.8）   | -0.0 | 0三浦皇成   | 55        | イタリアンレッド       | 492         |
| 0000.08.28 | 新潟   | 新潟記念        | GIII     | 芝2000m（良） | 11    | 6     | 7     | 003.60（1人）   | 04着 | R1:59.4（33.6）   | -0.3 | 0三浦皇成   | 56        | ナリタクリスタル       | 492         |
| 2012.04.21 | 東京   | メトロポリタンS | OP       | 芝2400m（良） | 11    | 7     | 8     | 004.90（3人）   | 02着 | 02:27.3（33.1）   | -0.2 | 0横山典弘   | 56        | スマートロビン         | 502         |
| 0000.05.27 | 東京   | 目黒記念        | GII      | 芝2500m（良） | 18    | 3     | 5     | 004.40（2人）   | 07着 | 02:31.2（34.7）   | -0.6 | 0横山典弘   | 56        | スマートロビン         | 504         |
| 0000.07.08 | 福島   | 七夕賞          | GIII     | 芝2000m（稍） | 16    | 5     | 10    | 004.50（2人）   | 12着 | 02:02.0（37.0）   | -0.9 | 0横山典弘   | 56        | アスカクリチャン       | 510         |
| 0000.09.02 | 新潟   | 新潟記念        | GIII     | 芝2000m（良） | 18    | 4     | 7     | 018.60（9人）   | 02着 | R1:57.6（32.8）   | -0.0 | 0横山典弘   | 56        | トランスワープ         | 496         |
| 0000.10.07 | 東京   | 毎日王冠        | GII      | 芝1800m（良） | 16    | 4     | 8     | 028.00（9人）   | 03着 | 01:45.1（33.1）   | -0.1 | 0横山典弘   | 56        | カレンブラックヒル     | 504         |
| 2013.01.05 | 中山   | 中山金杯        | GIII     | 芝2000m（良） | 16    | 3     | 6     | 004.40（2人）   | 01着 | 01:59.5（34.4）   | -0.3 | 0横山典弘   | 57        | （アドマイヤタイシ）   | 506         |
| 0000.02.24 | 中山   | 中山記念        | GII      | 芝1800m（良） | 15    | 8     | 14    | 004.30（1人）   | 04着 | 01:47.4（34.8）   | -0.1 | 0横山典弘   | 56        | ナカヤマナイト         | 504         |
| 0000.03.23 | 中山   | 日経賞          | GII      | 芝2500m（良） | 14    | 3     | 4     | 007.10（3人）   | 04着 | R2:32.6（34.7）   | -0.6 | 0横山典弘   | 56        | フェノーメノ           | 504         |
| 0000.05.26 | 東京   | 目黒記念        | GII      | 芝2500m（良） | 18    | 2     | 3     | 010.10（5人）   | 05着 | R2:30.0（34.8）   | -0.4 | 0横山典弘   | 57.5      | ムスカテール           | 496         |
| 0000.08.18 | 函館   | 札幌記念        | GII      | 芝2000m（重） | 16    | 1     | 1     | 027.50（7人）   | 08着 | R2:10.7（41.3）   | -4.2 | 0四位洋文   | 57        | トウケイヘイロー       | 492         |
| 0000.10.06 | 東京   | 毎日王冠        | GII      | 芝1800m（良） | 11    | 2     | 2     | 032.80（8人）   | 10着 | 01:48.0（33.1）   | -1.3 | 0横山典弘   | 56        | エイシンフラッシュ     | 502         |

## 血統表
| タッチミーノットの血統               | タッチミーノットの血統                     | タッチミーノットの血統                     | （血統表の出典）                           | （血統表の出典） |
| 父系                                 | サンデーサイレンス系                       | サンデーサイレンス系                       | サンデーサイレンス系                       |                  |
| 父 ダンスインザダーク 鹿毛 1993      | 父の父*サンデーサイレンス 青鹿毛 1986      | Halo                                       | Hail to Reason                             | Hail to Reason   |
| 父 ダンスインザダーク 鹿毛 1993      | 父の父*サンデーサイレンス 青鹿毛 1986      | Halo                                       | Cosmah                                     |                  |
| 父 ダンスインザダーク 鹿毛 1993      | 父の父*サンデーサイレンス 青鹿毛 1986      | Wishing Well                               | Understanding                              | Understanding    |
| 父 ダンスインザダーク 鹿毛 1993      | 父の父*サンデーサイレンス 青鹿毛 1986      | Wishing Well                               | Mountain Flower                            |                  |
| 父 ダンスインザダーク 鹿毛 1993      | 父の母*ダンシングキイ 鹿毛 1987            | Nijinsky                                   | Northern Dancer                            | Northern Dancer  |
| 父 ダンスインザダーク 鹿毛 1993      | 父の母*ダンシングキイ 鹿毛 1987            | Nijinsky                                   | Flaming Page                               |                  |
| 父 ダンスインザダーク 鹿毛 1993      | 父の母*ダンシングキイ 鹿毛 1987            | Key Partner                                | Key to the Mint                            | Key to the Mint  |
| 父 ダンスインザダーク 鹿毛 1993      | 父の母*ダンシングキイ 鹿毛 1987            | Key Partner                                | Native Partner                             |                  |
| 母 *タッチフォーゴールド 黒鹿毛 1997 | 母の父Mr. Prospector 鹿毛 1970             | Raise a Native                             | Native Dancer                              | Native Dancer    |
| 母 *タッチフォーゴールド 黒鹿毛 1997 | 母の父Mr. Prospector 鹿毛 1970             | Raise a Native                             | Raise You                                  |                  |
| 母 *タッチフォーゴールド 黒鹿毛 1997 | 母の父Mr. Prospector 鹿毛 1970             | Gold Digger                                | Nashua                                     | Nashua           |
| 母 *タッチフォーゴールド 黒鹿毛 1997 | 母の父Mr. Prospector 鹿毛 1970             | Gold Digger                                | Sequence                                   |                  |
| 母 *タッチフォーゴールド 黒鹿毛 1997 | 母の母Daijin 鹿毛 1992                     | Deputy Minister                            | Vice Regent                                | Vice Regent      |
| 母 *タッチフォーゴールド 黒鹿毛 1997 | 母の母Daijin 鹿毛 1992                     | Deputy Minister                            | Mint Copy                                  |                  |
| 母 *タッチフォーゴールド 黒鹿毛 1997 | 母の母Daijin 鹿毛 1992                     | Passing Mood                               | Buckpasser                                 | Buckpasser       |
| 母 *タッチフォーゴールド 黒鹿毛 1997 | 母の母Daijin 鹿毛 1992                     | Passing Mood                               | Cool Mood                                  |                  |
| 母系(F-No.)                          | タッチフォーゴールド(USA)系(FN:2-n)        | タッチフォーゴールド(USA)系(FN:2-n)        | タッチフォーゴールド(USA)系(FN:2-n)        | [ § 2 ]          |
| 5代内の近親交配                      | Raise a Native 5×3、Northern Dancer 4×5・5 | Raise a Native 5×3、Northern Dancer 4×5・5 | Raise a Native 5×3、Northern Dancer 4×5・5 | [ § 3 ]          |
| 出典                                 | 1. 2. 3.                                   | 1. 2. 3.                                   | 1. 2. 3.                                   | 1. 2. 3.         |

- 半姉タッチザピーク（父スペシャルウィーク）はJRA3勝、2006年紅梅ステークス優勝の実績がある。
- そのほかの主な近親にタッチゴールド、ウィズアプルーヴァル、イズヴェスティア、アンジュデジール、オールブラッシュなど。